# 池田山 (岐阜県)
池田山（いけだやま）は、岐阜県揖斐郡池田町と揖斐川町（旧春日村）、不破郡垂井町に跨る標高923.9 mの山。

## 概要
単独の山ではなく、広域でいえば伊吹山を中心とした伊吹山地の山の一つである。伊吹山のほぼ東北東に位置する。揖斐関ヶ原養老国定公園に指定されていて、ぎふ百山のひとつ。
池田温泉から山頂付近まで自動車用道路が整備されている。しかし、入口から中腹までは見通しが悪く路面が荒れており、急勾配・急カーブが多く、道路も1 - 1.5車線ほどで狭い。中腹からは比較的整備が行き届いており、舗装は新しくおおむねガードレールも設置されている。その後、避難小屋の先は次第に1車線区間が多くなり、途中未整備区間もあって乗用車の離合は難しくなるため走行には十分な注意が必要。この道路は冬季（12月中旬から3月末）は閉鎖される。
東側（池田町側）は、遮るものが無い為、岐阜市、大垣市、一宮市方面への見晴らしが良く、条件がよければ名古屋駅JRセントラルタワーズや名古屋市街までも展望する事が出来る。さらに、遠く御嶽山や日本アルプス（北・中央・南アルプス）などを一望出来る。また、金華山と並んで東海地方有数の夜景スポットとしても有名。
尾根の連なる地形や風の条件が良い事から、8合目付近には、休憩所、トイレ、飲用可能な給水所と共にハンググライダー、パラグライダーの離陸所、ギャラリー席が設置されており、スカイスポーツの盛んな山でも有り、週末には多数のグライダーが離陸するところを見物できる。

また池田山では、ナトリウム炭酸水素塩泉（低張性アルカリ性単純温泉・純重曹温泉）の源泉があり、池田山東側の山麓には、「池田温泉」や「湯元 湯華の郷」が温泉を営業している。

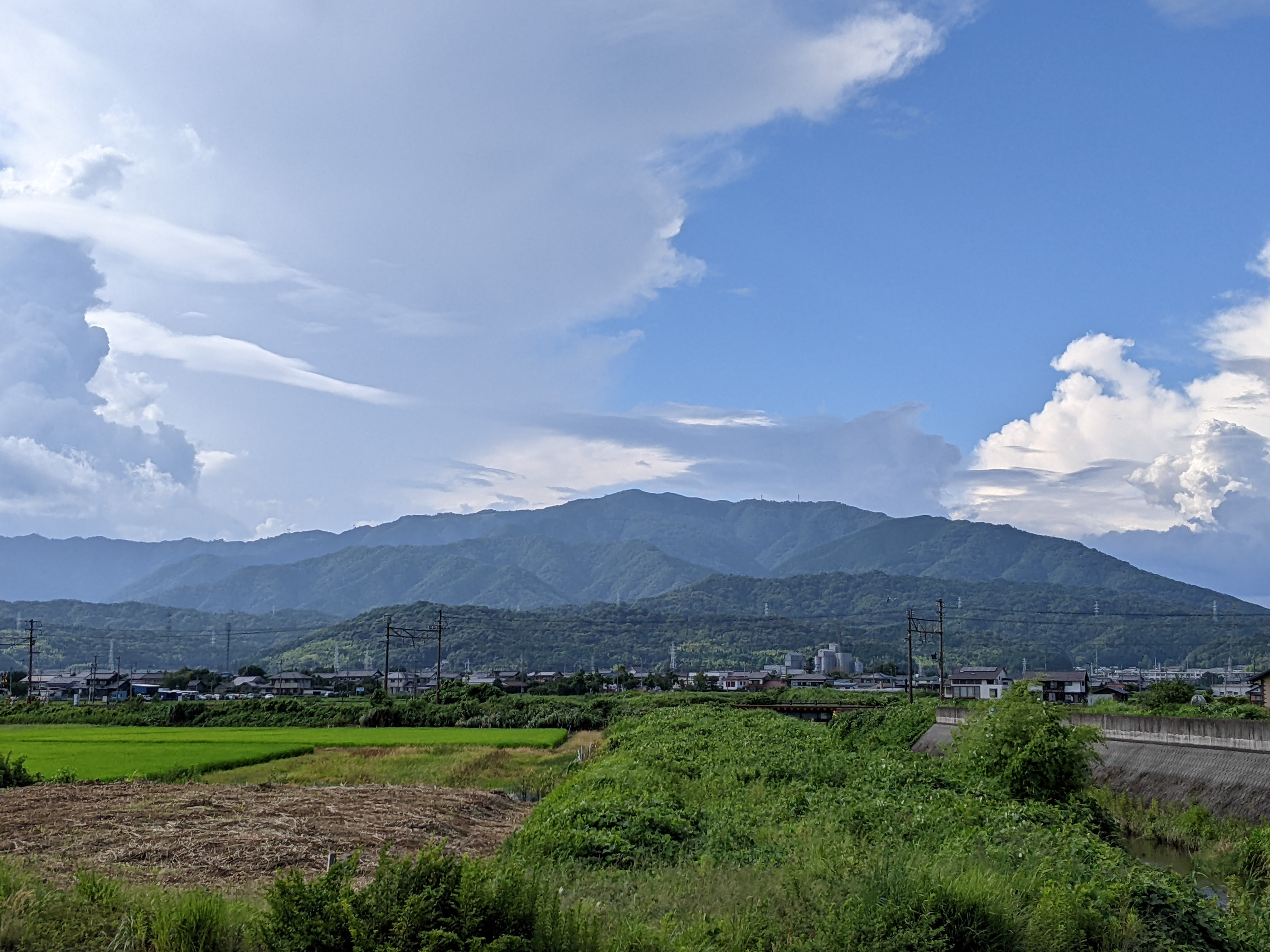
大垣市長松町から望む池田山の南山体
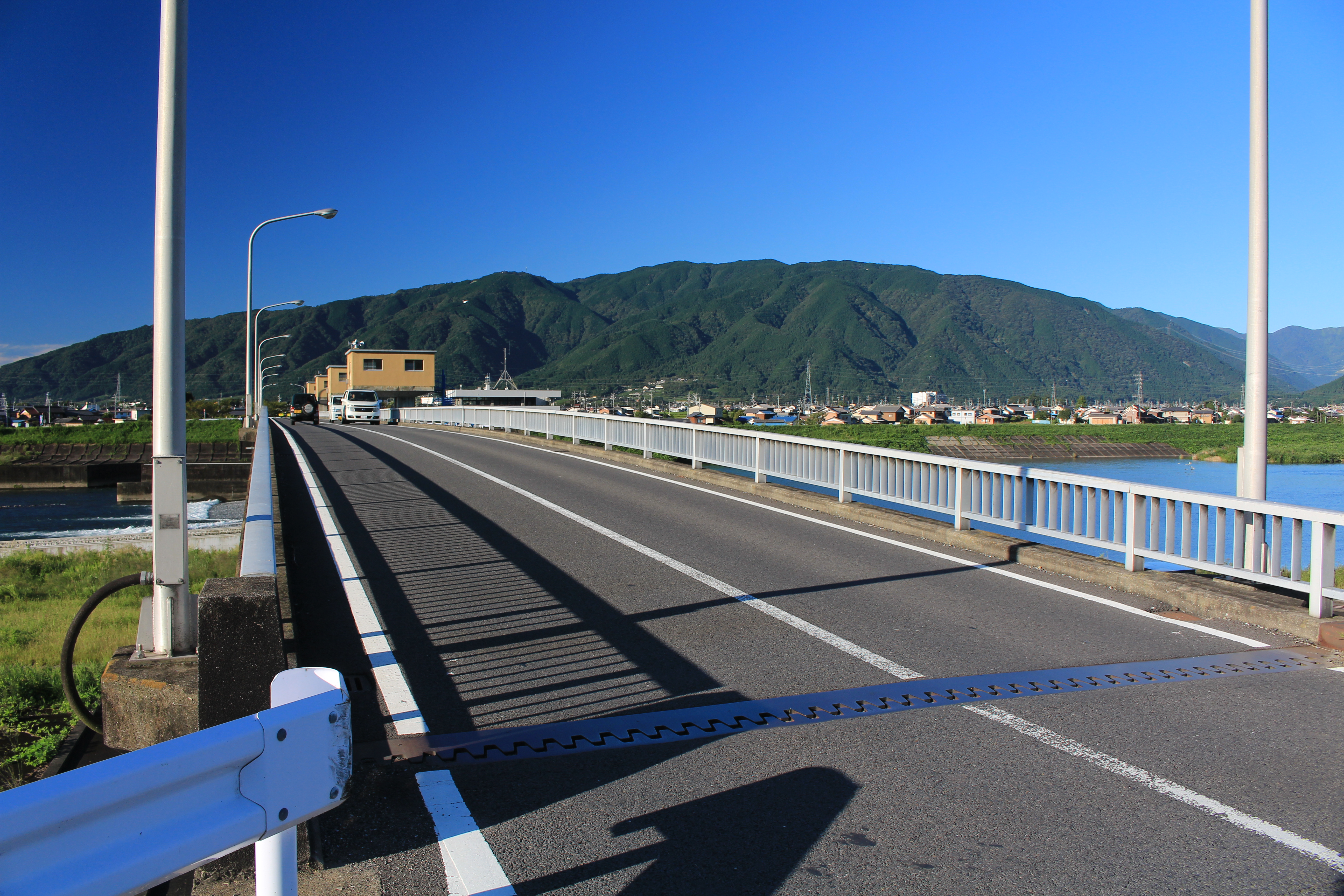
揖斐川町から望む池田山の北山体
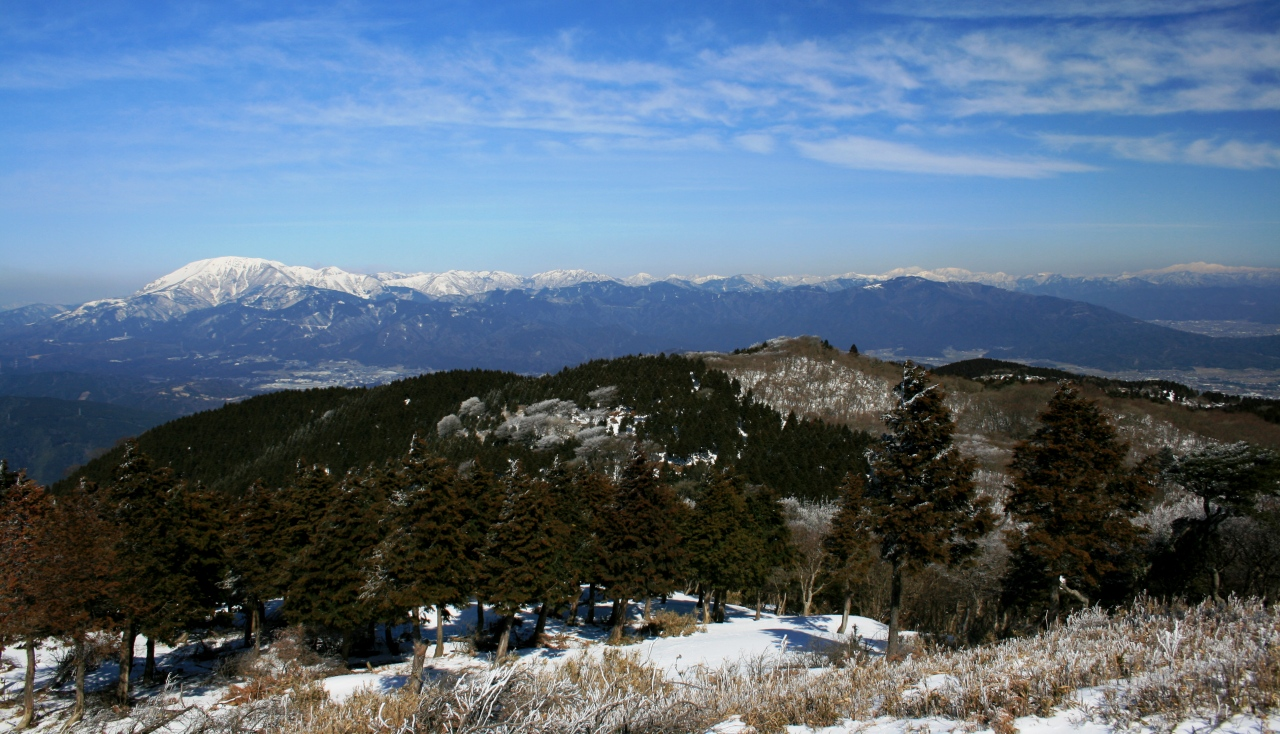
養老山地北部から望む伊吹山と池田山
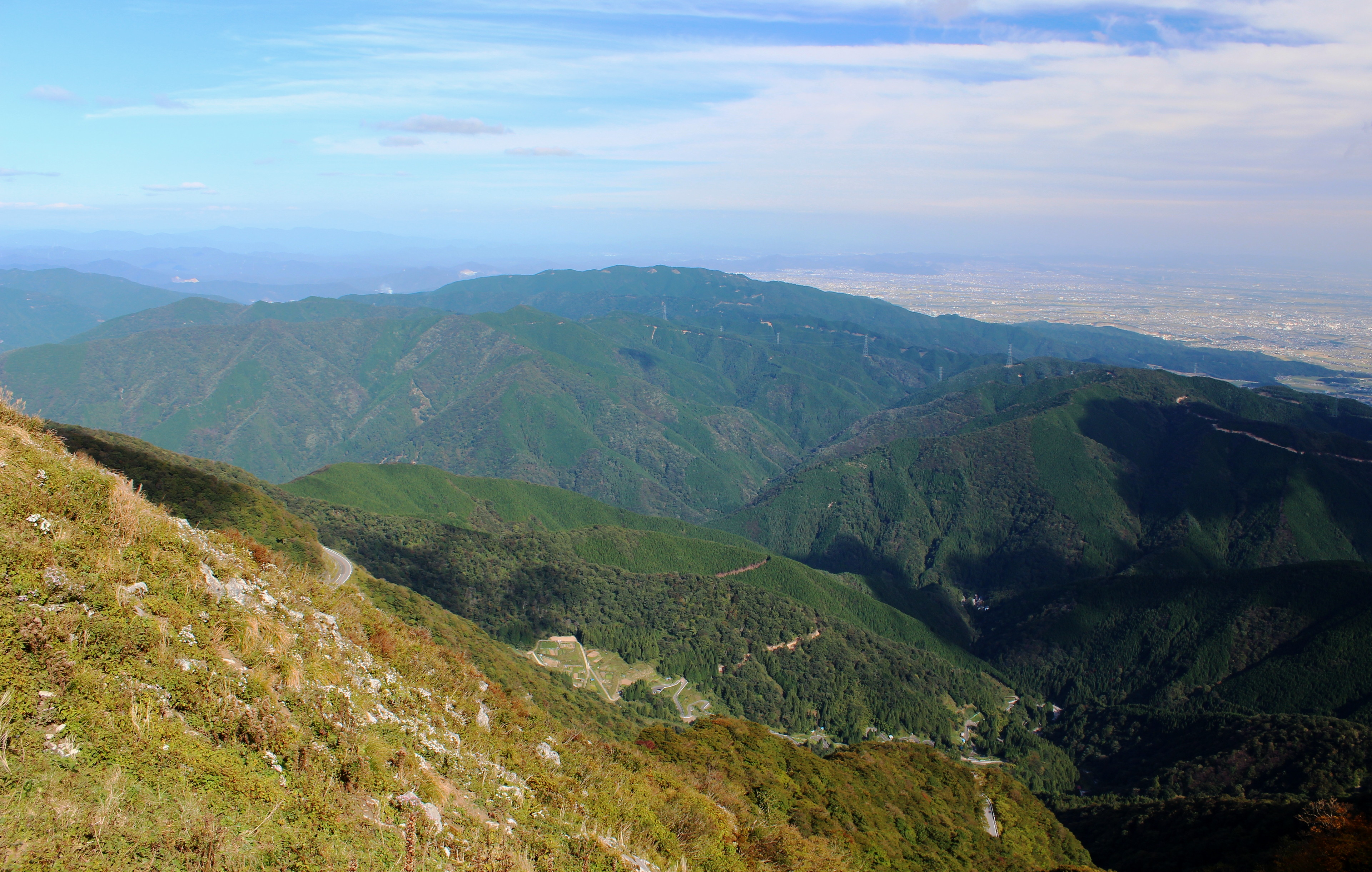
伊吹山から望む池田山

## 登山・ハイキング

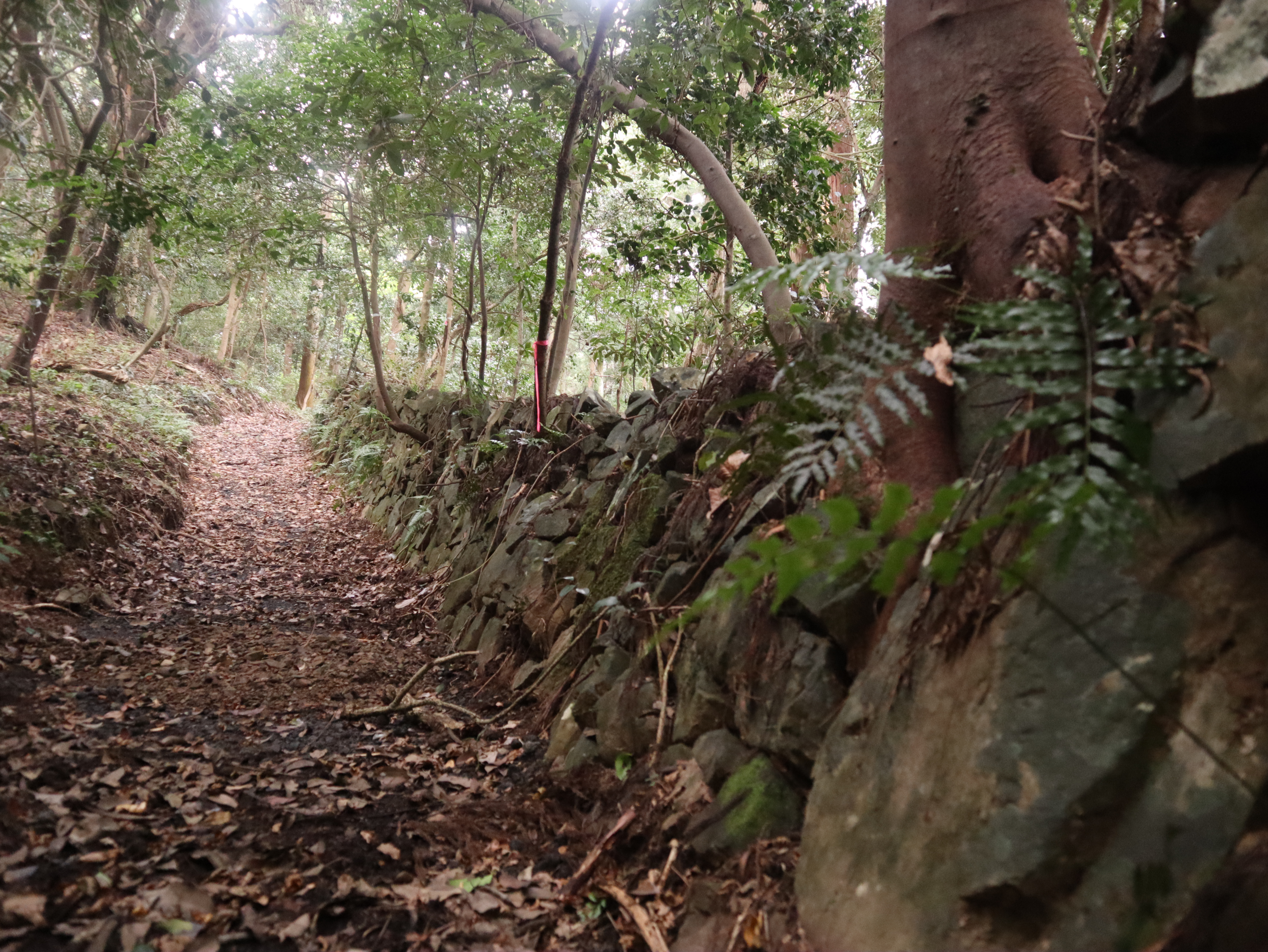
池田山麓遊歩道

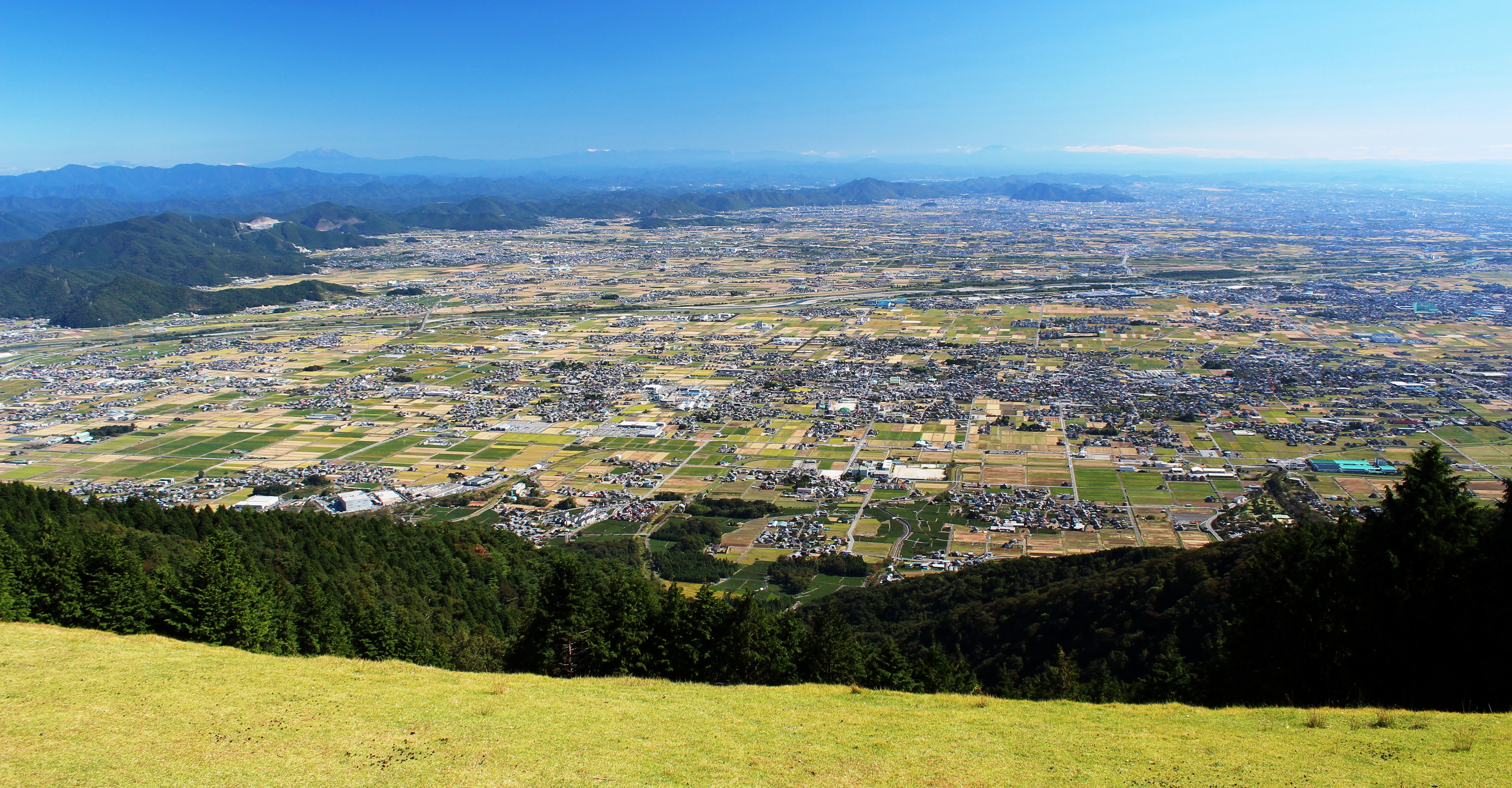
8合目付近にある、池田山フライトエリアから濃尾平野を眺めた風景。左奥は御嶽山、中央右寄りの奥に恵那山。

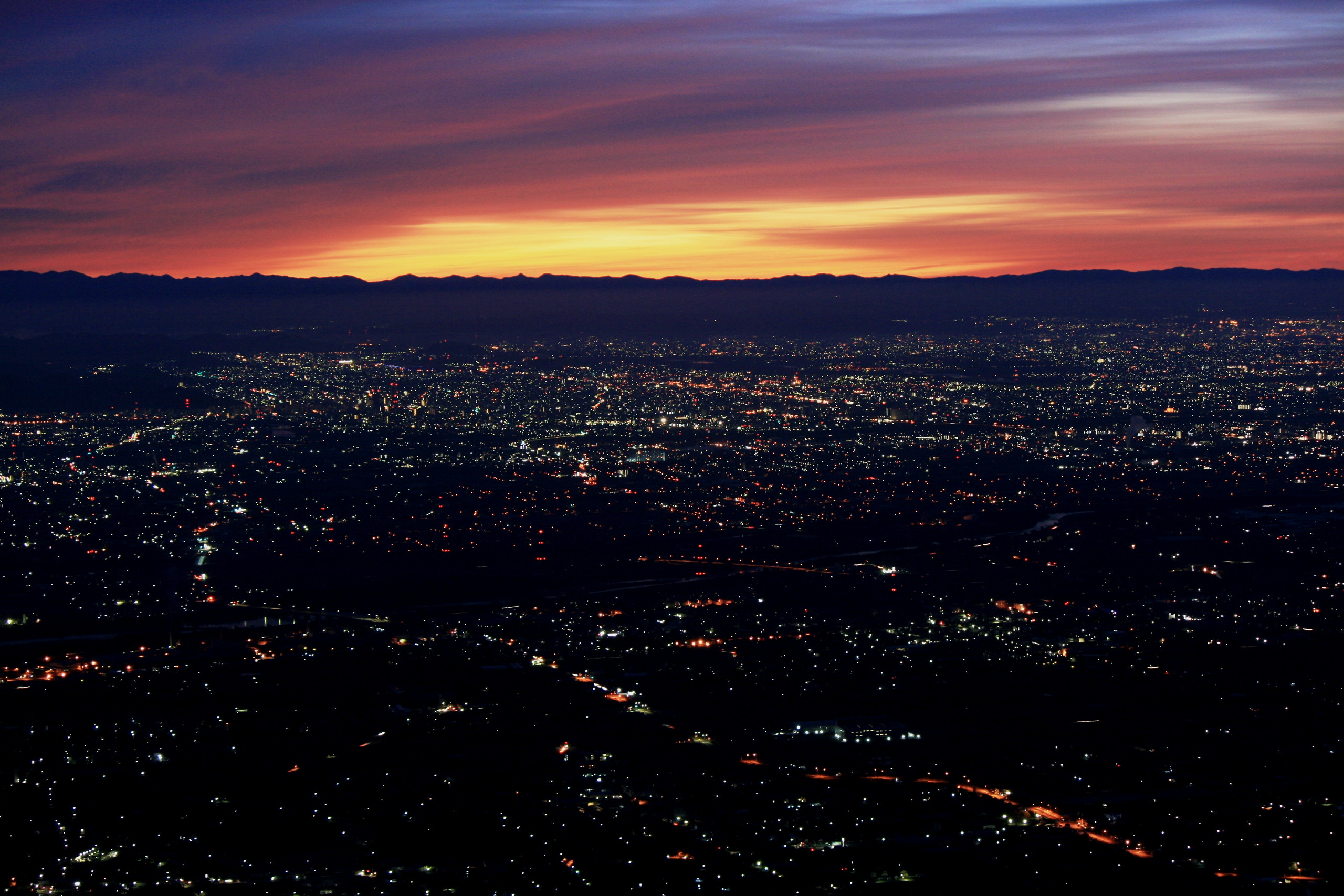
池田山フライトエリアから望む岐阜市周辺の夜景

山麓の霞間ヶ渓（日本さくら名所100選の一つ）から、山頂までの付近一帯の約103haは「池田の森」として整備され、山頂までの登山道も整備されている。途中には東屋や避難小屋があり、8合目付近には、水洗トイレと飲料可能な給水所が整備されている。山頂には二等三角点と展望台がある。東側の山麓に池田山麓遊歩道と東海自然歩道が通っている。

### 登山道一覧
| 名称・通称                                             | 全長        | 備考                                           |
| ------------------------------------------------------ | ----------- | ---------------------------------------------- |
| - 8合目（パラグライダー離陸所・池田の森）→ 池田山山頂  |             |                                                |
| 山頂有料コース                                         | 全長約0.7km | 私有地のため入山料200円必要とする。            |
| 山頂無料コース                                         | 全長約1.2km | 町林道のため通行料無し。                       |
| - 池田山山麓 → 8合目（パラグライダー離陸所・池田の森） |             |                                                |
| 霞間ヶ渓登山道                                         | 全長約4.0km | ベンチ、東屋、避難小屋有り。                   |
| 大津谷登山道                                           | 全長2.84km  | 2015年10月25日開通。霞間ヶ渓登山道に合流する。 |

- 池田町作成「池田山登山道マップ」
- 池田温泉作成「池田山山頂ルート」

| 名称・通称                | 全長 | 備考                                                 |
| ------------------------- | ---- | ---------------------------------------------------- |
| - 池田山山麓 → 池田山山頂 |      |                                                      |
| 不破の滝ルート            | -    | 不破の滝より先で土砂崩れにより通行不可。(2023年現在) |

### 山歩道一覧
| 名称           | 全長        | 備考 |
| -------------- | ----------- | --- |
| 池田山麓遊歩道 | 全長約3.0km | 池田山の登山道「霞間ヶ渓登山道」と「大津谷登山道」を繋ぎ、山麓のシシ垣を活かした遊歩道。2024年3月21日全線開通。 |
| 東海自然歩道   | 全長約2.0km | 池田ふれあい街道を通る                                                                                          |

## 交通・林道

### 主要林道
- 林道池田～明神線（池田山山頂道路、ふるさと沙羅林道） - 1979年開通[10]

国道417号の下八幡広海橋交差点（揖斐郡池田町）より、岐阜県道53号岐阜関ケ原線を進み、池田温泉新館東交差点で北側の町道池田山山頂線に入る。その後、林道池田明神線に接続し入る。なお、池田山山頂道路は積雪期（12月中旬から3月末）に閉鎖される。下から中腹までは路面が荒く幅員狭い、平日でも車の往来が多い。

### 鉄道
- 養老鉄道養老線の池野駅・北池野駅・美濃本郷駅などが最寄りの駅である。

## 施設・名所
山中の施設・名所を記す。
名所
- パラグライダー離陸所（池田山フライトエリア）

- 池田の森公園
- 山頂展望台 - 老朽化に伴い取り壊された。
- ナツツバキの森
- 森の駅 - 自然薯のそば・うどんが名物

神社
- 焼石神社
- 秋葉神社

滝
- 小僧ヶ滝 (別名:霞が滝)

- 段の尾滝 (別名:口戸の滝) - 落石に伴い通行困難。
- 瀬尾の滝 (別名:魚止滝[12])

その他施設
- 山頂牧場 - 廃業
- 大津谷登山口駐車場
- 霞間ヶ渓公園駐車場
- 池田山避難小屋
- 東屋

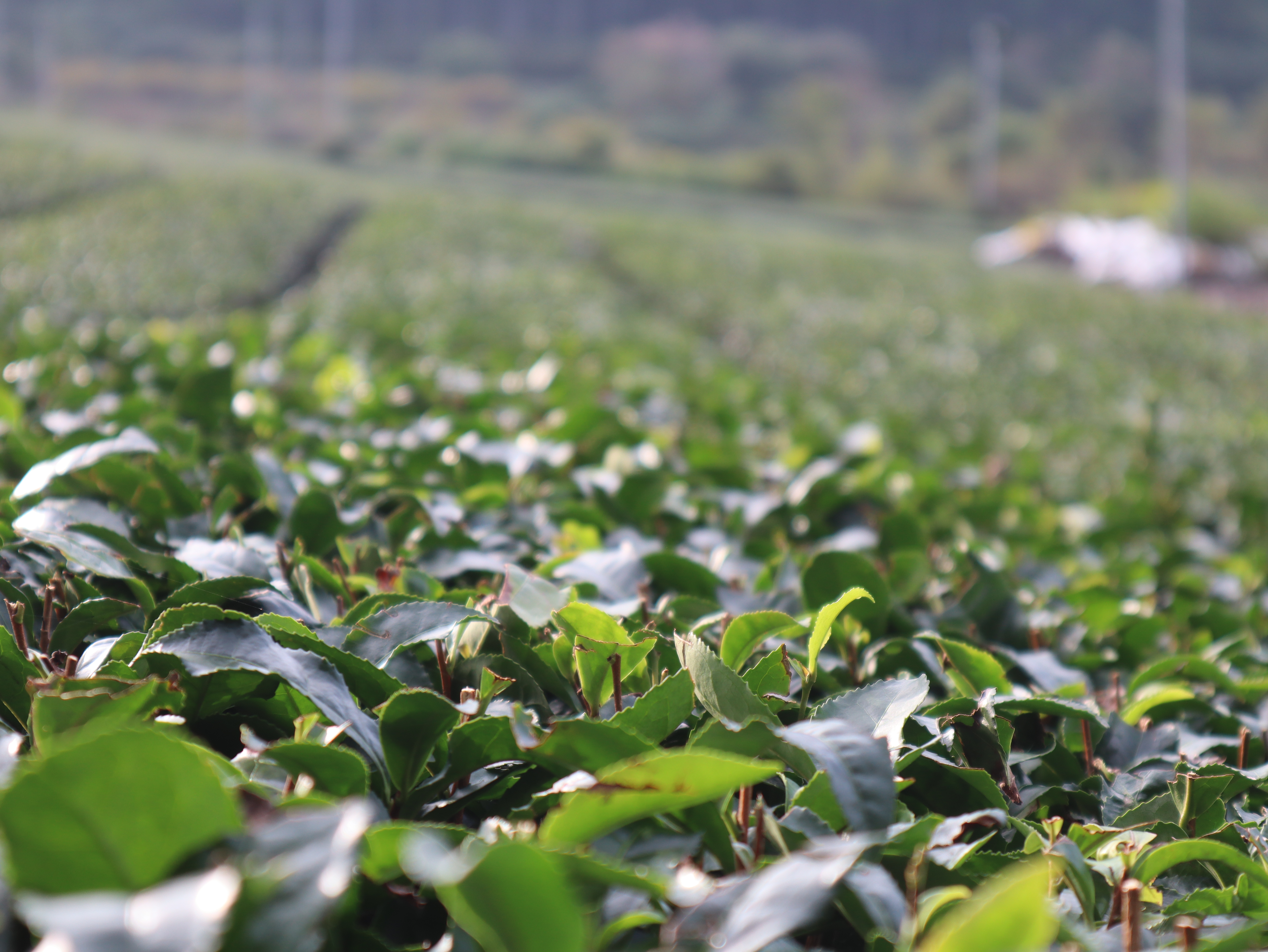
池田山の東側山麓に広がる揖斐茶の茶園
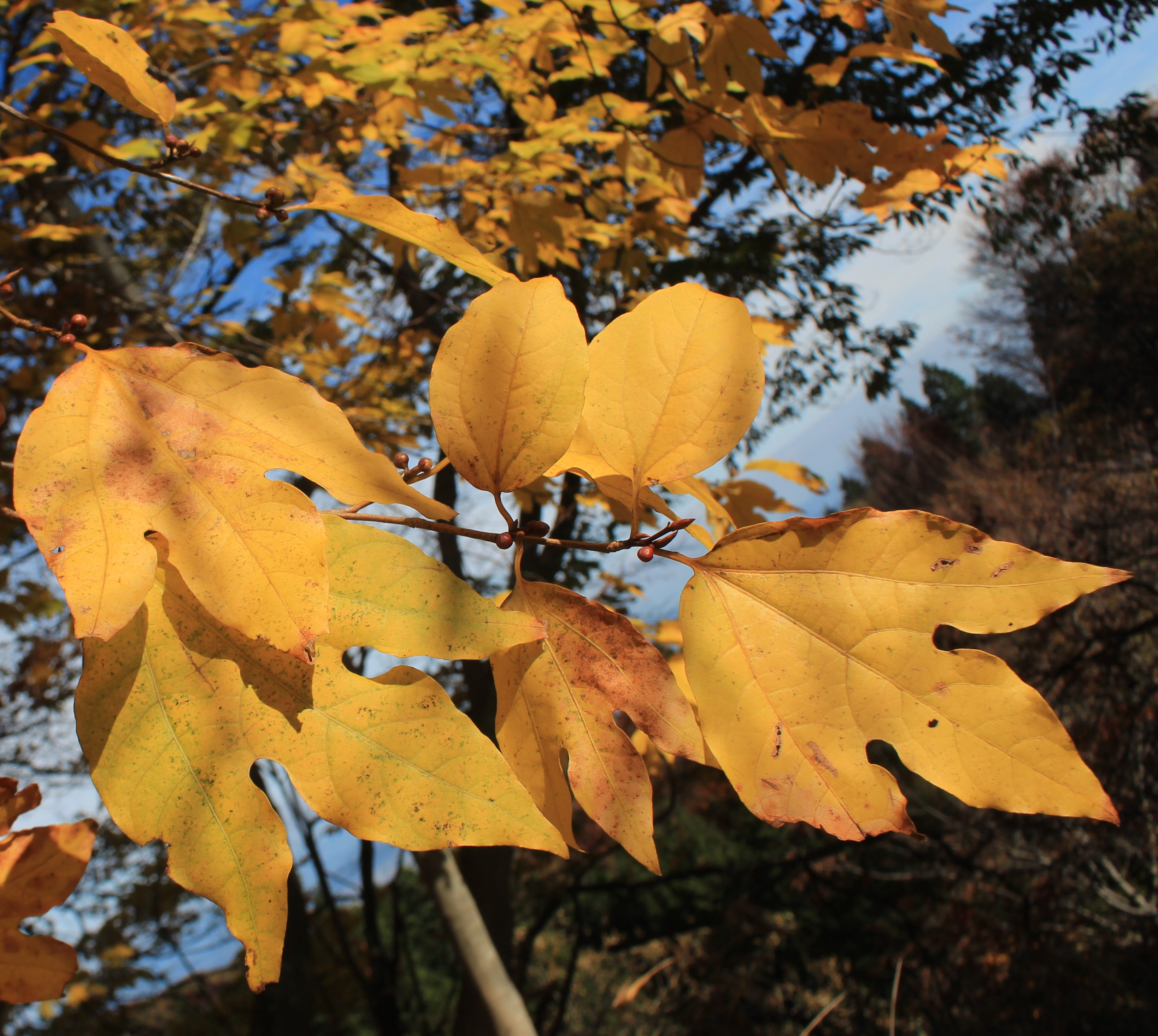
池田山に色づくシロモジの黄葉
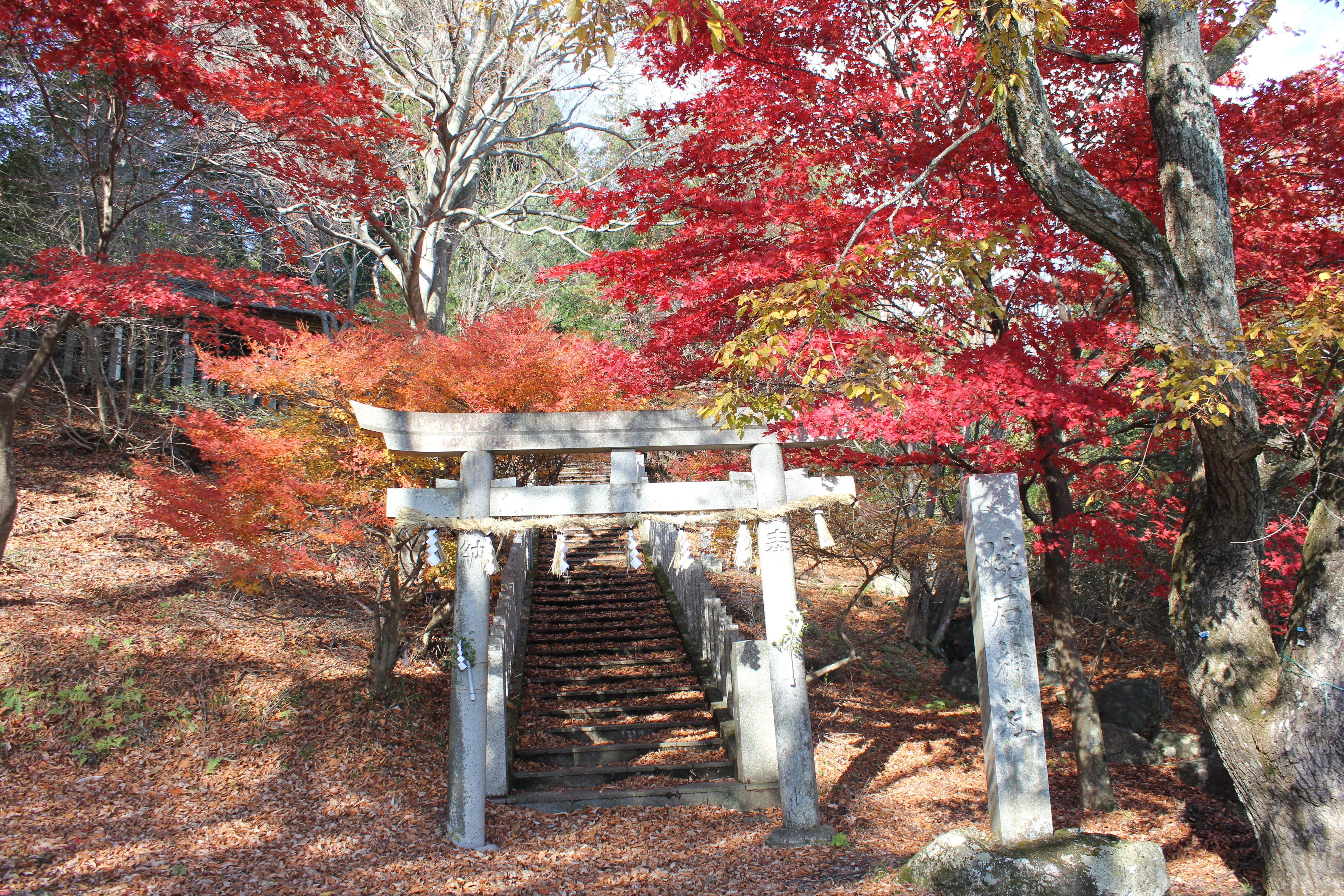
焼石神社
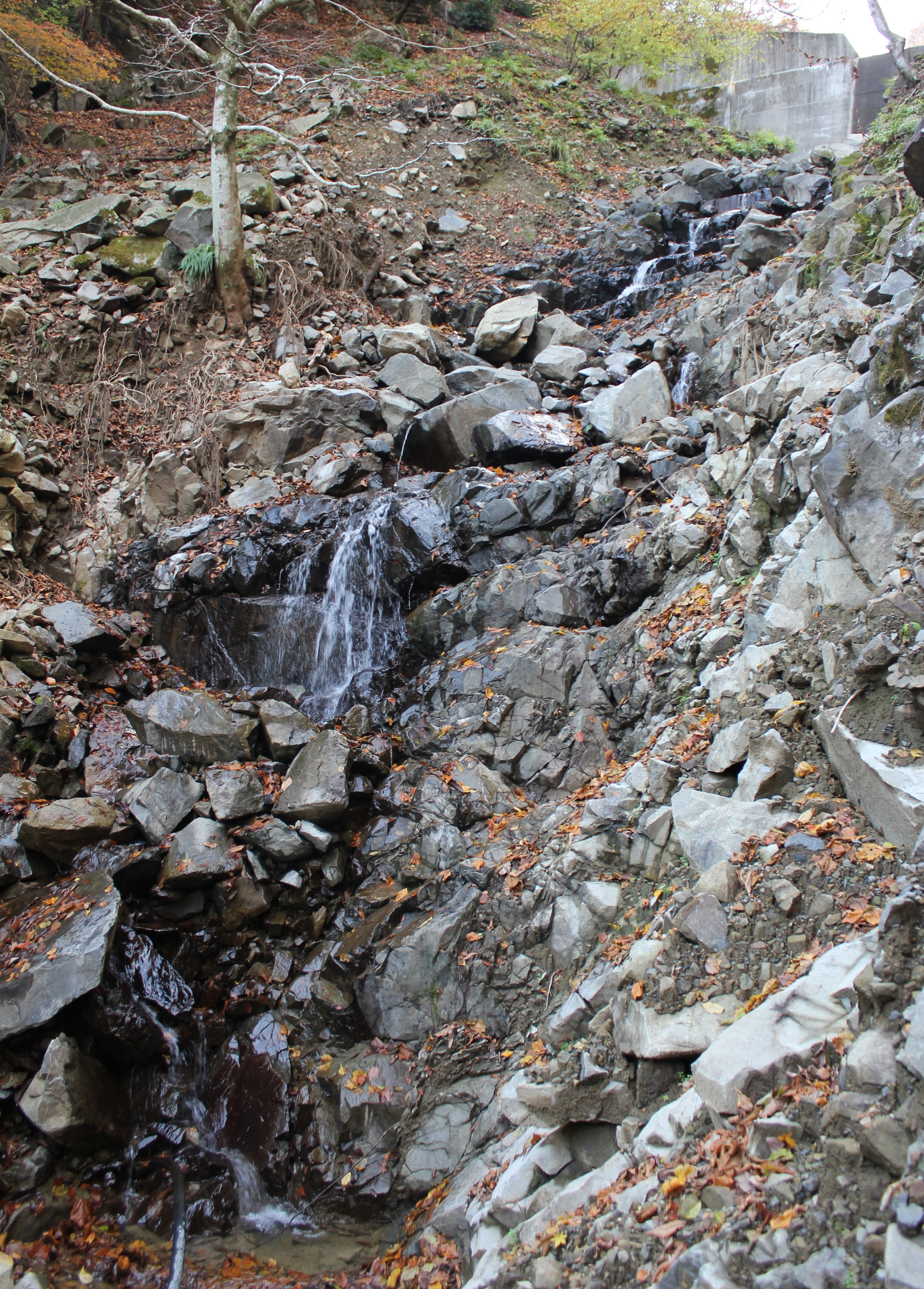
段の尾滝

## 地理・自然
周辺には池田山断層があり、春はヤマザクラ・夏はナツツバキ・秋はイロハモミジ等の紅葉、の名所となっている。

### 周辺の山

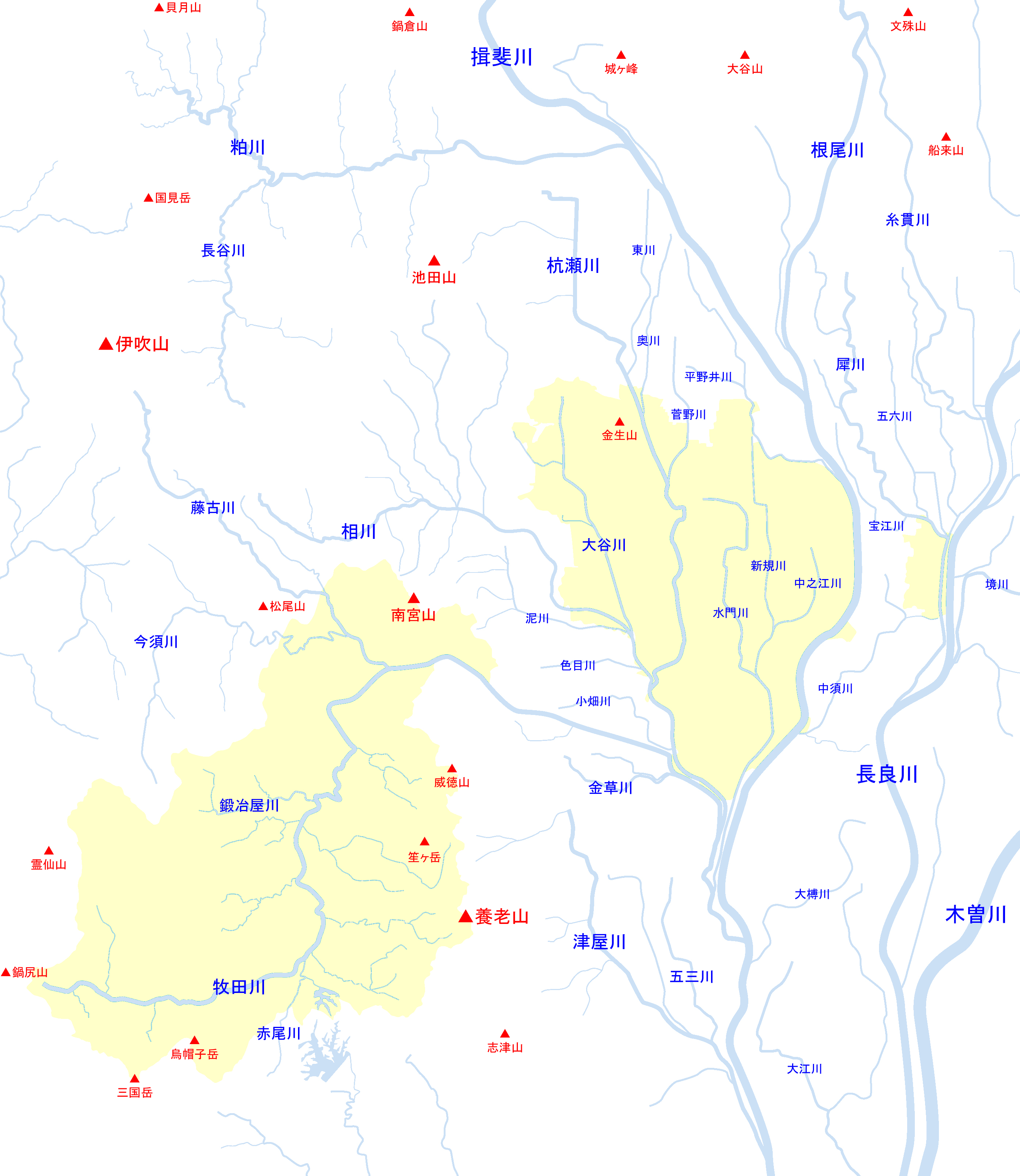
大垣市周辺河川の位置関係図

| 山容 | 山名       | 標高 (m) | 三角点等級 基準点名 | 池田山からの 方角と距離(km) | 備考                      |
| ---- | ---------- | -------- | ------------------- | --------------------------- | ------------------------- |
|      | 小津権現山 | 1,157.79 | 二等 「小津」       | 北 17.5                     | 小津三山の南端            |
|      | 小島山     | 863.50   | 三等 「市場」       | 北 5.6                      | ぎふ百山                  |
|      | 貝月山     | 1,234.20 | 二等 「品又」       | 北西 12.1                   | 揖斐関ヶ原養老国定公園    |
|      | 伊吹山     | 1,377.31 | 一等 「伊吹山」     | 西 10.4                     | 日本百名山 滋賀県の最高峰 |
|      | 池田山     | 923.85   | 二等 「池田山」     | 0                           | 池田の森                  |
|      | 金華山     | 328.86   | 二等 「金花山」     | 東 24.0                     | 岐阜城                    |
|      | 金生山     | 217      | -                   | 南東 7.0                    | 続ぎふ百山                |
|      | 笙ヶ岳     | 908.30   | 四等 「笙ヶ岳」     | 南 17.5                     | 養老山地の最高峰          |

### 源流の河川
以下の主な源流の河川が揖斐川に合流して伊勢湾へ流れる。
- 杭瀬川
- 足打谷（粕川の支流）
- 大谷川（粕川の支流）
- 大滝川（相川の支流）
- 岩手川（相川の支流）

### 主な渓谷
- 足内谷 - 粕川に接続
- 蛇谷 - 粕川に接続
- 大津谷 - 支流の大津谷川を通り杭瀬川に接続（水源の1つ）
- 大谷 - 杭瀬川に接続（水源の1つ）
- 霞間ヶ谷（霞間ヶ渓）- 杭瀬川に接続（水源の1つ）

その他「深歩谷」「萩ヶ谷」「徳谷」「中谷」「梅谷」など多数の小さな渓谷が存在する。

### 主な峠
- 梅谷越
- 岩手峠

## 関連図書
- 岐阜県山岳連盟『ぎふ百山』岐阜新聞社、1987年7月。ISBN 4905958474。
- 『こんなに楽しい岐阜の山旅100コース 美濃〈上〉』風媒社、2005年3月、pp.46-47頁。ISBN 4833101149。
- 『改訂版　岐阜県の山』山と溪谷社、2009年12月、pp.84-85頁。ISBN 978-4-635-02370-2。
- 『改訂新版　名古屋周辺の山』山と溪谷社、2010年7月、pp.280-281頁。ISBN 9784635180177。